# SENDAI光のページェント
SENDAI光のページェント（センダイひかりのページェント）は、宮城県仙台市青葉区にある定禅寺通と青葉通のケヤキ並木に数十万に上る数のLEDを取り付けて点灯するイルミネーションイベントである。毎年12月上旬から下旬にかけて開催される。点灯時間は開催年や曜日により異なる。
「スターライト・ファンタジー」の副題が付けられている。実行委員会は「ヒカペ」との略称を使用しており、若者を中心に浸透している。年代によっては「光のページェント」「ページェント」など正式名称に近い形で略されることもある。

## 概要
1986年（昭和61年）、『「杜の都」から「光の都」へ』を理念に、市民ボランティアが「杜の都・仙台」を象徴する定禅寺通と青葉通のケヤキ並木にイルミネーションを施したのが始まりである。例年、定禅寺通は、地上から見れば「光の回廊」となり、ナイトフライトで上空から見れば「地上に舞い降りた天の川」となる（仙台七夕に関連して形容）。
現在は、定禅寺通の東部の勾当台公園や西端の西公園にもイルミネーションが広がり、様々な付随イベントも行われるようになった。そのため、期間中280万人以上の人出がある仙台の冬の風物詩として、全国的な知名度を得るに至っている。
自治体等からの補助金があるものの、運営資金の半分以上を企業からの寄付と市民からの募金によって賄っている。光のページェント期間中に市内の各地に専用の募金箱が設置される他、期間外においても、街頭募金や募金ライブイベントがある。また、飲料1本に付き設置者と自販機管理会社が1円ずつ計2円を募金する仕組みになっているユニークな自動販売機がある。
実行委員会を中心に市民ボランティアが開催するイルミネーション・イベントとしては先駆例であり、かつ、20年以上も市民主体の体制を維持しているため、神戸ルミナリエを初めとする日本国内やアメリカなど海外からの問い合わせや視察を受けており、イベント運営方法や資金集めのノウハウなどを各地に伝える活動も行っている。例えば、仙台市の姉妹都市であるアメリカ合衆国・リバーサイド市のミッション・イン周辺で開催される「光のフェスティバル」(the Riverside Festival of Lights) は、SENDAI光のページェントの影響を受けて始まった。なお、サンタパレードを開催している縁から、20周年にあたる2005年（平成17年）には、サンタクロース村があるフィンランド・ロヴァニエミ市が主催するクリスマスシティネットワークに仙台市が加盟した。
2008年（平成20年）より、期間中のケヤキのイルミネーションをバイオマス発電によるグリーン電力によって100%まかなっている。2009年（平成21年）からは総電球数の1/3（約20万球）を消費電力が白熱球の約1/10であるLEDに置換し、17,000kWhまで使用電力を削減した。

## 電飾の特徴とその様子

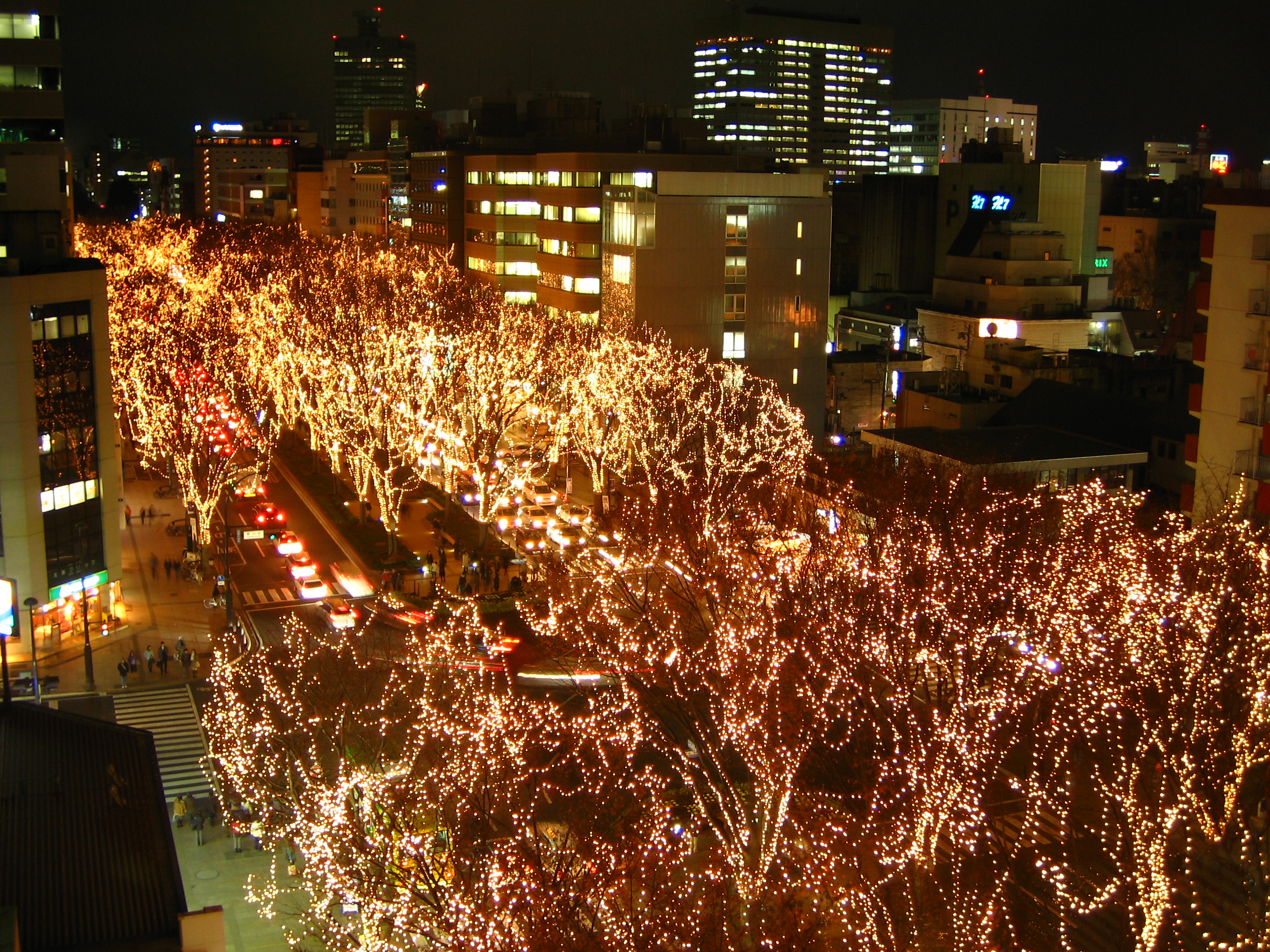
せんだいメディアテークから東方向の様子（2008年12月）。おおむね落葉しているため、上から眺めても電飾が見える。

### 電球・LED
電飾に使われている豆電球は、実行委員会と電球メーカーが共同開発したものである。実行委員会では、この豆電球のことを「スターライトリーフ」（光の葉）と呼んでいる。この豆電球は、SENDAI光のページェント以外では、東京ディズニーリゾートでも使用されていた（同リゾートでは2008からLEDに変更されている）、旧電球の製作会社は2009年倒産。期間中、1つの「スターライトリーフ」を点灯するためには125円かかるという（単純計算で、80万個使用すると約1億円の費用がかかる）。なお、豆電球は白熱電球であるため発光時に発熱するが、ページェントが行われる夜間は気温10℃以下になり、また、電飾の重量も軽いため、植物学の専門家がケヤキの成長に影響はないだろうとの見解を示している。
2009年（平成21年）には、総電球数の1/3（約20万球。定禅寺通の西公園通〜晩翠通の間）を、軽量で発熱量が小さく、かつ、電力消費量が「スターライトリーフ」の約1/10であるLEDに置換した。このLEDの商品名は「SENDAI光のページェント」であり、実行委員会とメーカー（日亜化学工業）とが4年をかけて共同開発した。単価は「スターライトリーフ」の約4倍で、導入経費は約1000万円となる。
2010年（平成22年）は総てLED化するため、予算の関係で青葉通の電飾は見送り、定禅寺通のみとなる。

### 電飾法
他の都市で行われているケヤキへの電飾法は、資金的な理由、あるいは、暖かい地方では12月でも落葉が終わらないことなどから、木の幹から大枝沿いに豆電球またはLED付き電飾コードをくくり付ける方法である。そのため、夜陰に「冬枯れ木」の形が浮かび上がるように見える。
他方、仙台の場合は12月にはケヤキの落葉がほぼ終わっているため、幹や枝沿いの他に、枝と枝の間の空中にも電飾コードを渡すことが出来る。そのため「夏季に葉が生い茂っている状態のケヤキの形」のように見える。また、概ね落葉しているために、上から眺めても電飾が見える（暖かい地方では、この時期に落葉し切っていないため、上から見ても葉が邪魔して電飾はほぼ見えない）。上からの観賞が可能なことによってSENDAI光のページェントは、仙台七夕と関連付けもあって「地上に舞い降りた天の川」との形容がなされ、また、沿道のビルの上階に位置するレストランなどが上からの眺めを売りにした観光ディナーブランを設定したり、セスナ機やヘリコプターによるナイトフライトが観光商品として成立したりしている。
この電飾法は、樹木1本あたりの電球数を増加させるため、迫力は出るもののコストが高い。樹木の大きさが異なるが、同様にケヤキ並木に電飾している仙台（2006年）と新潟のNIIGATA光のページェントとを比べると、電飾設置ケヤキ本数が仙台約220本、新潟210本で同程度なのに対し、電球総数は、仙台約70万球、新潟約26万球と、SENDAI光のページェントが3倍近く多くなっている。

### 電飾される並木道の特性

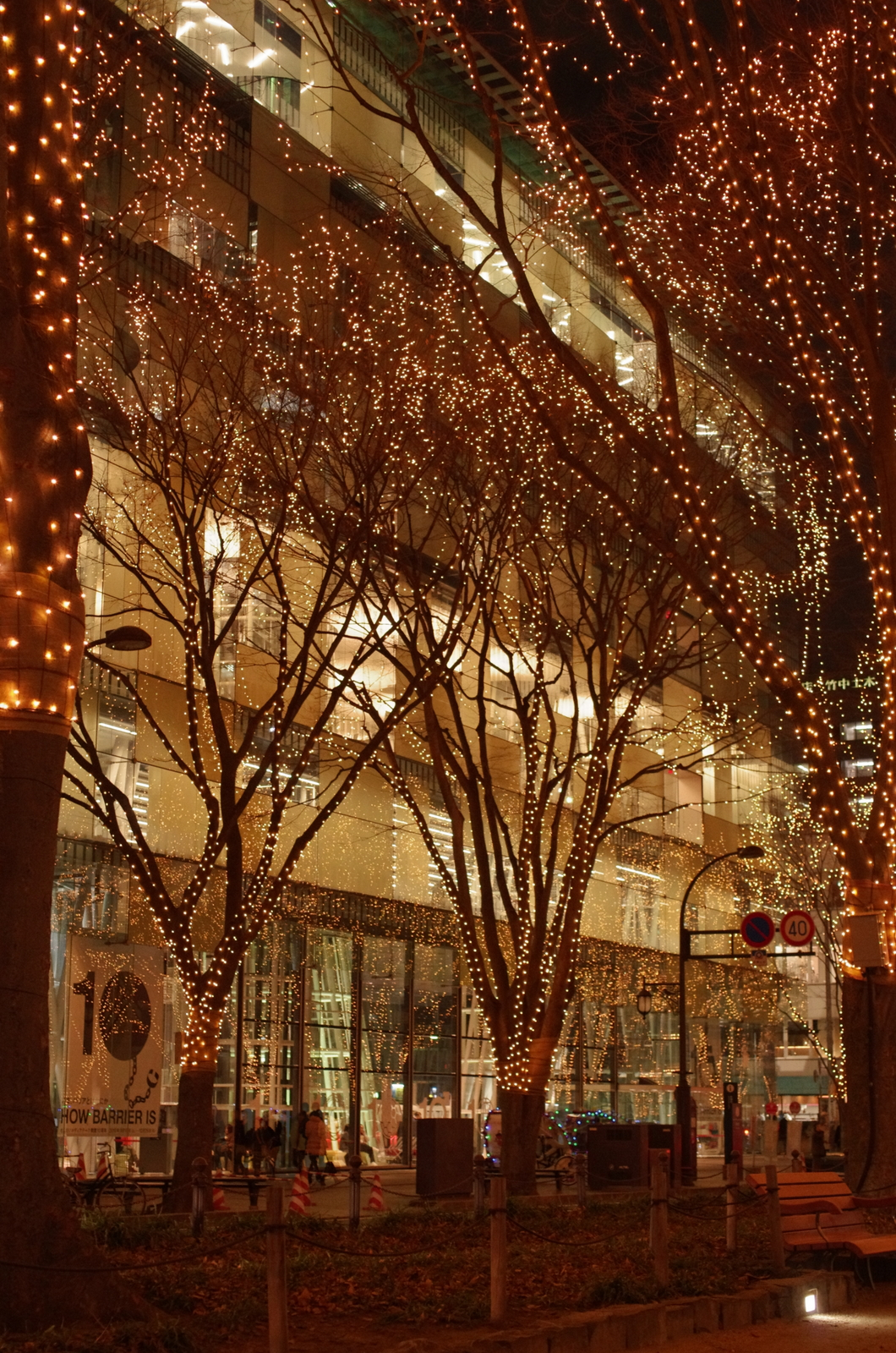
電飾とせんだいメディアテークのガラスの外壁の反射とがシームレスに共演する様（2010年12月）。

定禅寺通では、上記の電飾法がなされたケヤキが800mほど連続して4列に密に並び、夏季には緑のアーケードだったものが、3列の「光の回廊」へと姿を変える。沿道両脇のビルにはハーフミラーのガラスを使用している建物もあり、反射してさらに光の広がりがある。また、空中に渡っている電飾コードがあるため、風で大きく揺れて、道に立って見ると動的な生きた光の洪水のような印象を受ける。脚本家の内舘牧子をして「山火事だ…」と言わしめるほどである。
例年、期間中の0日から数日程度の積雪がみられるが、積雪があると白い雪にイルミネーションが反射して、道全体がぼうっと夜陰に浮かび上がり、さらに美しさを増す。なお、仙台市がホワイトクリスマスになる確率は、過去30年で約40%（降雪率。積雪は問わない）である。

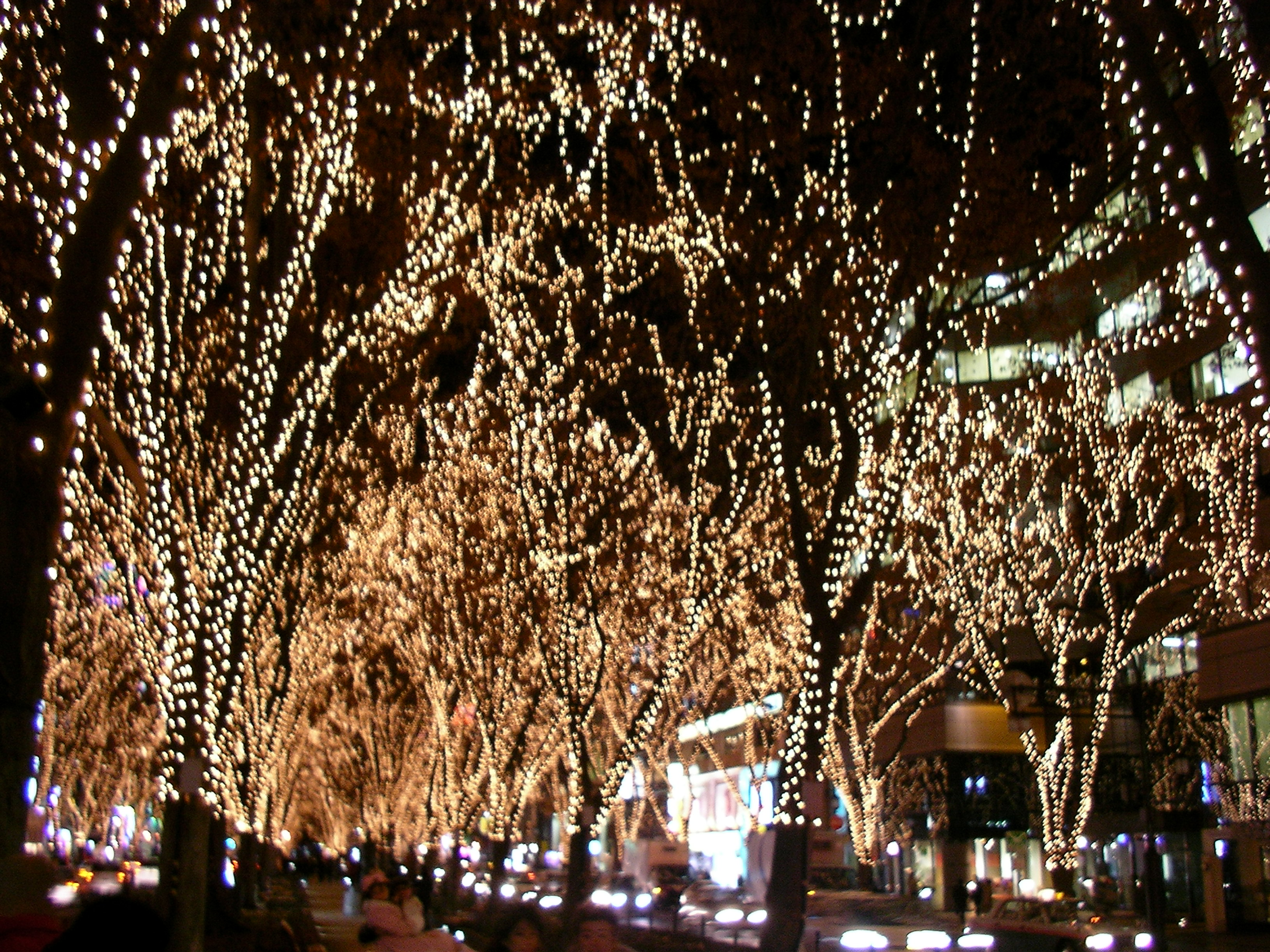
定禅寺通の光のページェント（2005年）
ブロンズ像（ジャコモ・マンズー作「オデュッセウス」）と定禅寺通の光のページェント（2006年）
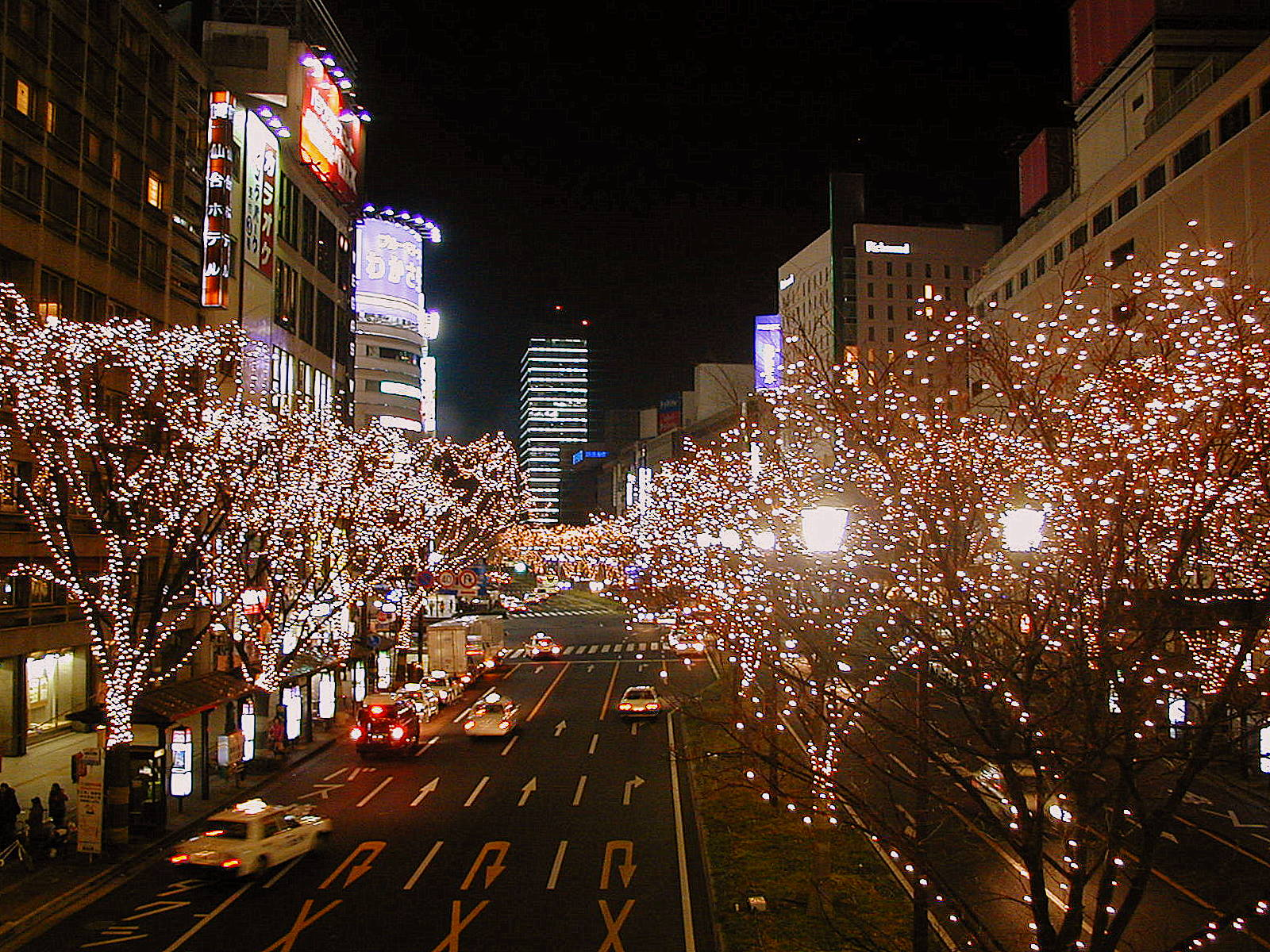
JR仙台駅西口ペデストリアンデッキから見た青葉通の光のページェント（2009年12月）

## 沿革

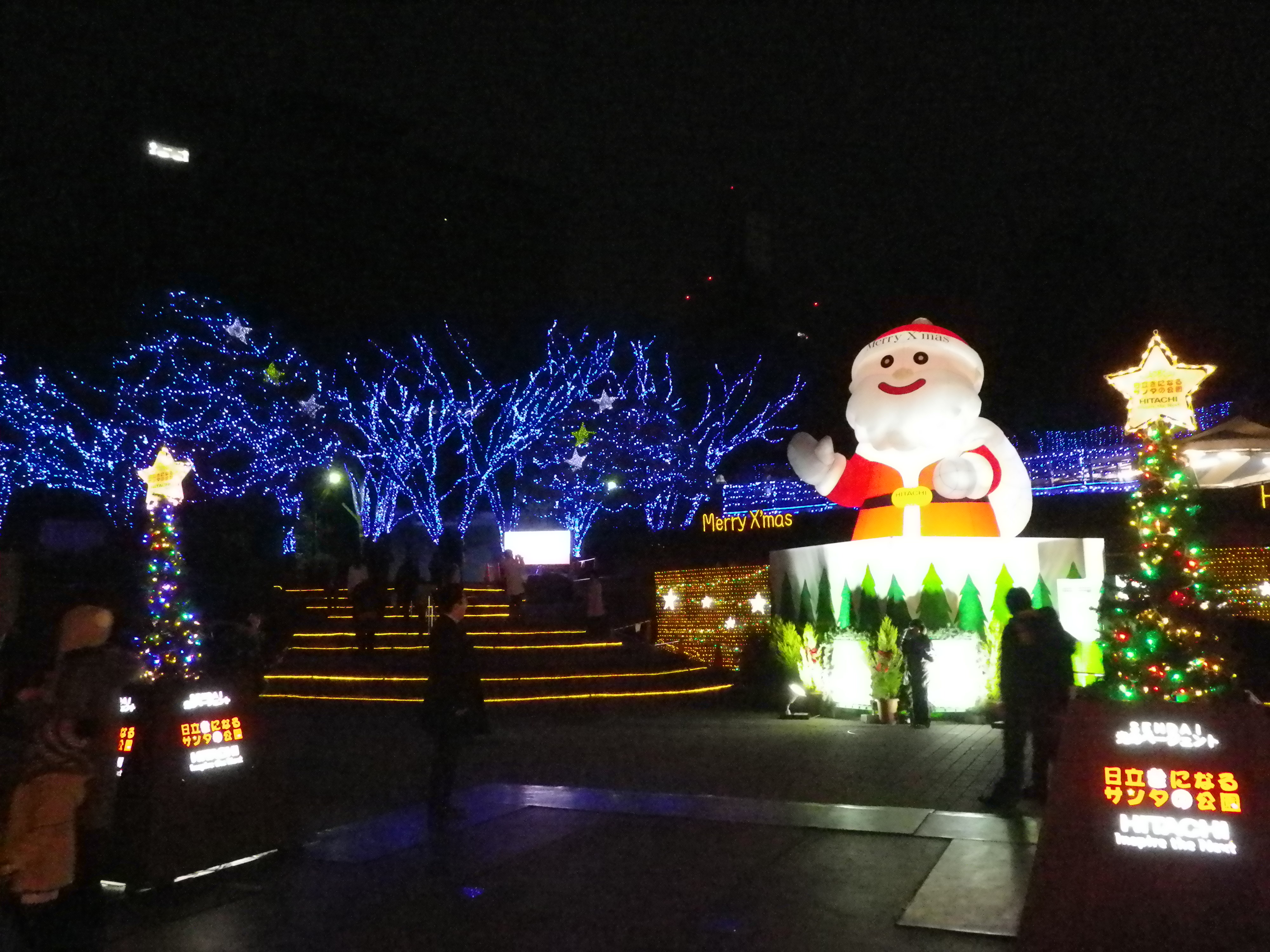
2002年から2012年までの11年間、勾当台公園「いこいのゾーン」噴水前に設置された「日立きになるサンタの公園」（2010年12月）

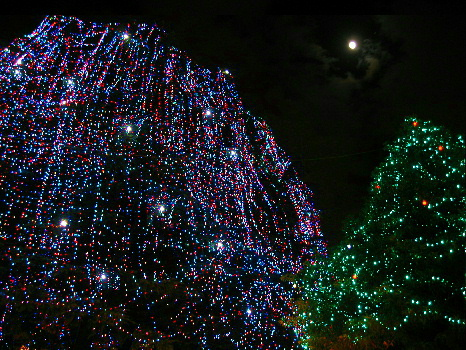
2004年より勾当台公園「にぎわいのゾーン」円形公園に登場したシンボルツリー「auツリー」（2005年12月）

第二次世界大戦の際の仙台空襲で焼け野原となった仙台市は、杜の都を象徴する屋敷林を失って、乾燥する冬季に特に砂埃が舞い、戦後復興期に「仙台砂漠」と呼ばれていた。そのため、道路の舗装や街路樹の植林によりこれを改善した。しかし、1970年代から本格普及したスパイクタイヤにより、冬季に粉塵が舞って再び「仙台砂漠」と呼ばれるようになった。1985年（昭和60年）に宮城県がスパイクタイヤ条例を施行して規制の動きが始まったが、未だ「仙台砂漠」の状態だった1986年（昭和61年）2月、杜の都の新たな象徴の1つとなっていた定禅寺通のケヤキ並木が粉塵で汚れてしまっていることを憂いた市民が、並木に電飾をすることを思いつき、共感した市民たちの協力を得て約1年かけて準備し、SENDAI光のページェントは生まれた。
光のページェントは、企業からの寄付と市民からの募金によって支えられているため、仙台の経済状況に呼応するようにイベント費用の中心をなす総電球個数が増減している。そのため、総電球個数は仙台の景気や消費動向の物差とも見られている。ただし、近年は観光客数の増大に伴う警備の出費も大きいため、総電球個数そのものよりも微分した変化量が有益な指標である。
光のページェント初年の1986年（昭和61年）の電飾設置ケヤキ本数は、定禅寺通44本、青葉通70本の計114本で、総電球個数は約30万個だった。2006年（平成18年）のそれは、定禅寺通159本、青葉通62本の計221本で、約70万個である。
総電球個数が少なかった初期は、定禅寺通の中央分離帯の2列のみ、青葉通の中央分離帯1列のみだった。その後、総電球個数の増加に伴って、定禅寺通の東二番丁通りと晩翠通と交差する間の区間を4列化、青葉通と東一番丁通りの交点付近を3列化した。総電球個数が減少したときは、電球密度を減らすなどしてイルミネーション範囲を保つ試みもされた。近年は、定禅寺通の4列のケヤキ並木のイルミネーションが観光客に人気があるため、電球設置を定禅寺通に集中させ、西公園通まで4列電飾化を伸ばしている。青葉通は、仙台駅前部分、および一番町との交差点部分には人の流れがあるが、それ以外の区間は並走する商店街の中央通りの方に人の流れがあるため、仙台駅前および一番町交差点以外の区間の3列電飾化は資金的な観点からも見送られている。
総電球個数と景気との相関が強いのに対し、総電球個数が増減しても観客動員数が増加してきたのは、このような工夫の賜物である。
例年の開催期間は、12月12日〜31日で、点灯時間は17:30から23:00、31日のみ24時まで点灯としてきたが、2010年に初日を12月3日に前倒しし、2011年にはさらに初日を12月2日に前倒して消灯時刻を22:00に短縮した。
2018年（第33回）は資金難で開催期間を短縮したが、2019年（第34回）は12月6日から12月31日までとなり、例年通りに戻した。

### 企業広告の受け入れ
2003年（平成15年）にバブル景気以降最低の総電球個数となり、イベントの存続自体が危ぶまれる事態となった。そのため、2004年（平成16年）以降、安定的なイベント開催のために企業広告を一部受け入れ、光のページェントの公式パンフレットに企業広告が掲載されたりするなど、光のページェントにおいて企業名が目につくようになった。

### 年表
| 回 | 年     | 電球数 | 観客数  | 特記事項 |
| -- | ------ | ------ | ------- | --- |
| 1  | 1986年 | 30万   |         | 実行委員会発足。名称決定 開催期間：12月12日 - 27日 予算規模：約5000万円 見物の車で都心部が大渋滞に陥り、県警に厳重注意を受ける |
| 2  | 1987年 | 45万   | 120万人 | シンボルマーク決定 点灯地域拡大。大晦日まで点灯期間延長。 予算規模：約5700万円 NHK大河ドラマ「独眼竜政宗」による政宗ブーム |
| 3  | 1988年 | 48万   |         | スウェーデンよりミス雪の女王来仙・点灯式出席 第3回美しい都市づくり経済同友会賞受賞 |
| 4  | 1989年 | 60万   |         | スターライト・コンサート開始（勾当台公園） ふるさとづくり優秀賞受賞 政令指定都市化 |
| 5  | 1990年 | 65万   |         | スターライト・パーク開始（勾当台公園） 光の歩道設置（定禅寺通中央分離帯遊歩道） |
| 6  | 1991年 | 80万   |         | スターライト・ファンタジー「サンタの森の物語」開始 スターライトシンポジウム「光のページェント徹底討論会」 仙台のバブル景気のピーク （東京と時差あり） |
| 7  | 1992年 | 80万   |         | クリスマス・ファンタジー（クリスロード） ふるさと奨励賞、第4回仙台都市景観大賞受賞 |
| 8  | 1993年 | 74万   |         | 「スターライト・ウィンク」開始 |
| 9  | 1994年 | 77万   |         | けやきギャラリー（仙台市営地下鉄・勾当台公園駅入口） リバーサイド市のロバリッジ市長ら訪問団が視察 |
| 10 | 1995年 | 80万   |         | あったかファンタジーパーク（勾当台公園） サンタ・ガーデン（勾当台公園） 藤井仙台市長らがリバーサイド市を訪問し、 「光のフェスティバル」の点灯式に出席 円高による民間消費支出拡大期                                                                           |
| 11 | 1996年 | 80万   |         | クリスマスファンタジー クレヨン王国 仙台フィルと小さな芸術家たちの「クリスマス・イブ・コンサート」 |
| 12 | 1997年 | 62万   |         | あったかファンタジーパーク（勾当台公園） クリスマスファンタジー クレヨン王国 |
| 13 | 1998年 | 60万   |         | |
| 14 | 1999年 | 70万   | 190万人 | 定禅寺通りのケヤキへの取り付け本数が過去最高の163本に ITバブル景気 |
| 15 | 2000年 | 60万   | 195万人 | 12月31日カウントダウンイベント |
| 16 | 2001年 | 60万   | 193万人 | 仙台ドリームファンタジー 「定禅寺通シンボルロード事業」完了 |
| 17 | 2002年 | 56万   | 224万人 | |
| 18 | 2003年 | 53万   | 215万人 | グルメストリート（市民広場） |
| 19 | 2004年 | 63万   | 250万人 | シンボルツリー登場（市民広場円形公園） スターライト・スクウェア登場（市民広場） 学都×楽都コラボレーション開始（勾当台公園） 公式ガイドブック発行開始 収支が160万円の黒字になる（累積赤字解消）                                                               |
| 20 | 2005年 | 100万  | 280万人 | The 20th Anniversary 仙台市がクリスマスシティネットワークに加盟 ケヤキ1本当たりの電球個数を例年の1.2倍に増やす 電飾本数298本 20周年記念で規模拡大し、支出が1億1360万円に膨らむ 収入が8460万円に留まり、2740万円の赤字に転落 東北楽天ゴールデンイーグルス特需 |
| 21 | 2006年 | 70万   | 260万人 | 前年度の赤字返済のため、以後数年間、規模を縮小 予算規模：約8850万円 |
| 22 | 2007年 | 60万   | 257万人 | 青葉通の設置区間をJR仙台駅前〜東二番丁間に縮小 （↑地下鉄東西線建設工事に伴う変更） 西公園に保存展示してあるC60形蒸気機関車に新規設置 結婚式イベント「LEGEND OF WEDDING」を初開催                                                                             |
| 23 | 2008年 | 60万   | 286万人 | SENDAI WINTER PARK（市民広場に屋外スケートリンク設置） 期間中の全使用電力32MWhをグリーン電力（バイオマス発電）に転換 仙台・宮城DC期間中開催、リーマン・ショックで世界金融危機深刻化                                                                          |
| 24 | 2009年 | 60万   | 276万人 | 総電球数の1/3を電力消費量が少ないLEDに置換 予算規模：1億1000万円（LED導入費1千万円などで増加） |
| 25 | 2010年 | 55万   |         | 初日を12月3日に前倒し。 電飾を総てLED化 地下鉄東西線工事の影響で、青葉通の電飾を見送り。 勾当台公園に展望台を設置。 |
| 26 | 2011年 | 46万   |         | 初日を12月2日に前倒し。 東北地方太平洋沖地震による津波で宮城野区蒲生の倉庫に保管していたLED電飾55万球の総てが使用不能になったため、 電飾40万球を新規購入し、6万球を表参道イルミネーション実行委員会から借りて実施。 東日本大震災、PIIGSソブリン危機          |
| 27 | 2012年 | 60万   | 238万人 | 開催期間：12月7日 - 31日 開催場所：仙台市青葉区定禅寺通 |
| 28 | 2013年 | 60万   |         | 開催期間：12月6日 - 31日 開催場所：仙台市青葉区定禅寺通 |
| 29 | 2014年 | 60万   |         | 開催期間：12月12日 - 31日 開催場所：仙台市青葉区定禅寺通 |
| 30 | 2015年 | 60万   |         | 開催期間：12月6日 - 31日 開催場所：仙台市青葉区定禅寺通 |

※市が3000万円、仙台商工会議所が450万円、県が200万円の補助金を拠出している。

## 付随するイベントなど

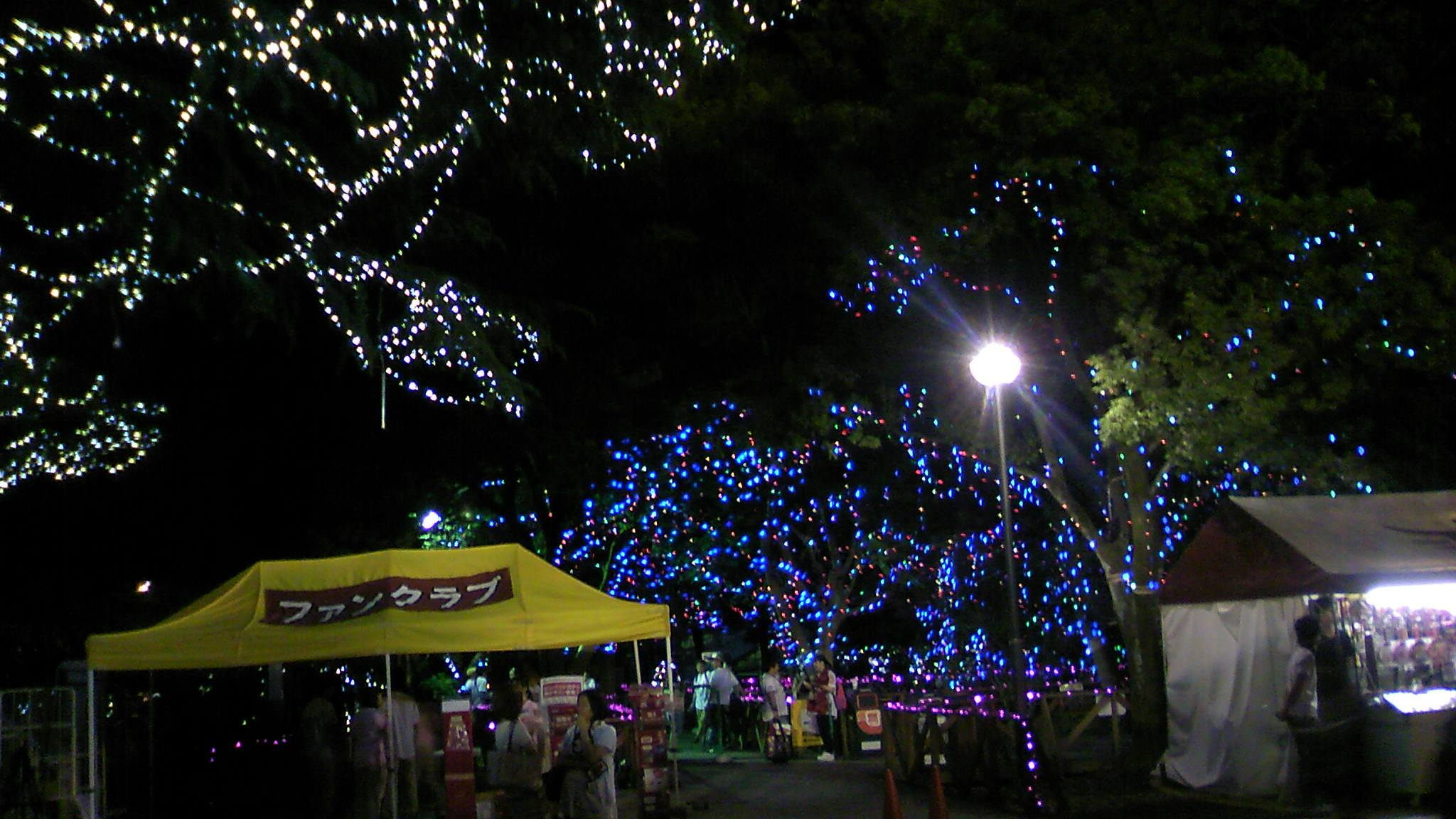
クリネックススタジアム宮城でのイルミネーションイベント (2010年7月)

光のページェントの初日、定禅寺通の中央分離帯遊歩道にて点灯式が行われる。ゴスペルの演奏で始まる。点灯式と同時進行で、せんだいメディアテークにおいて、光のページェントのイメージソングやテーマソングなどを歌う歌手を中心としたライブが行われる。
また、光のページェント実施中、一時的に全ての電球を消し、再点灯する「スターライトウィンク」というイベントがある。暗い空に一気に点灯する様子に、観客からは歓声が上がる。定禅寺通で18:00、19:00、20:00の各々の時刻に行われる。17:30の点灯時も含め、最も通りが混む時間帯である。この他に、市民が、サンタクロースなどの衣装を着て、定禅寺通でパフォーマンスしたり、パレードしたりするイベント『スターライト・ファンタジー「サンタの森の物語」』（通称：サンタパレード。於：定禅寺通）や、勾当台公園の野外音楽堂で、学生や市民、企業のコラボレーションで行われる屋外コンサートがある。
最終日の大晦日には消灯式があり、新年をカウントダウンして迎える。
光のページェント終了後、光のページェントを主題にした写真コンクールが行われる。特選受賞者には商品と次年度の点灯式で「点灯スイッチを押す権利」が与えられる。入賞作は3月上旬、仙台市役所1階ロビーで作品展示、および、次年度のページェント期間2週間前から杜の都信用金庫本店のなごみテラスで作品が展示される。
この他、期間外の夏季に、実行委員会と東北楽天ゴールデンイーグルスの共催で、宮城球場（現楽天生命パーク宮城）の外周スペースで行われるイルミネーションイベントもある。

## 光のページェントの周辺
光のページェント実行委員会が主催ではないため「SENDAI光のページェント」の名称およびロゴを使用していないものの、光のページェントをバックアップして盛り上げる企画が、各種団体によって光のページェントの周辺で行われている。
「スターライトシンフォニー」はその一つであり、光のページェント初日に定禅寺通沿いの東京エレクトロンホール宮城において、国内ミュージシャンと仙台フィルハーモニー管弦楽団が共演するチャリティコンサートとして開催され、会場内では光のページェント実行委員会や社会福祉協議会への募金が呼びかけられる。この他にも、ファッションドーム141内の「エル・パーク仙台」スタジオホールで行われる「スターライト・コンサート」や、街角コンサートである『Heartland Festa「Brilliant street Art & Christmas JAZZコンサート」』の音楽イベントが開催される。
西公園では、火をつけた約4000個のろうそくをレイアウトするイベント「西公園キャンドルライトファンタジー」が行われる。例年、ページェントが始まった後、最初に訪れる土曜日に実施される。
また、仙台駅西口、一番町、中央通りといった商店街、国分町、元鍛冶丁公園でも、それぞれ電飾が行われるなど、定禅寺通や青葉通以外においても、イルミネーションの広がりがある。

## 関連作品
以下の曲は、基本的にヒカペをイメージして作られた曲であり、それをヒカペ実行委員会が認定している。他方、『Sweet Snow Magic』は、スターダストレビューの根本要がヒカペを見て作った曲であることが知られているが、ヒカペ実行委員会の認定は受けていない。なお、AKiKAとconomiは共にアクターズインターナショナル・仙台所属であり、AI仙台所属アーティストは、折に触れ、ヒカペの募金活動と広報活動を行っている。

### 年度を超えて公式ソングとなっている曲
| 採用年   | 名目           | 歌手     | 曲名                  | 備考                                           |
| -------- | -------------- | -------- | --------------------- | ---------------------------------------------- |
| 1997年〜 | テーマソング   | 中西圭三 | SOMEWHERE IN TIME     | テレビ朝日系「杜の都 恋物語」テーマソング      |
| 2005年〜 | イメージソング | AKiKA    | 永遠の光              | 2005-2006年                                    |
| 2005年〜 | イメージソング | conomi   | 永遠の光 〜Fantasia〜 | 「永遠の光」と同じ歌詞だが曲は異なる。2007年〜 |

### 各年毎の公式ソング
| 採用年 | 名目                       | 歌手                  | 曲名                     |
| ------ | -------------------------- | --------------------- | ------------------------ |
| 1994年 | イメージソング             | 曽宮一恵&本間秋彦     | 今、この愛に             |
| 1998年 | イメージソング             | Liverpool             | Pageant Love             |
| 2005年 | 20thアニバーサリーソング   | navy&ivory            | ヒカリの街               |
| 2006年 | テーマソング               | ザ・キャプテンズ      | フユノホタル             |
| 2006年 | ページェントソング         | 亜KIRA                | ページェント・ナイト     |
| 2006年 | サポートソング             | 清貴                  | 1,000,000Lights          |
| 2007年 | 公認ソング                 | SPLASH                | 天使からのメッセージ     |
| 2007年 | 公認ソング                 | イケメン'ズ           | キラキラ                 |
| 2008年 | 応援ソング                 | イケメン'ズ           | キラキラ                 |
| 2008年 | 応援ソング                 | SPLASH                | WINTER CHANCE            |
| 2008年 | 応援ソング                 | CUZSICK               | Melody Of Lights         |
| 2010年 | ひかっぺ応援'sテーマソング | Dorothy Little Happy  | 冬の桜 〜Winter flower〜 |
| 2011年 | テーマソング               | アンジェラ・アキ      | 手紙 〜拝啓 十五の君へ〜 |
| 2012年 | テーマソング               | Monkey Majik+小田和正 | A Christmas Song         |
| 2013年 | イメージソング             | 中西圭三              | SOMEWHERE IN TIME        |
| 2014年 | テーマソング               | ゴスペラーズ          | クリスマス・クワイア     |
| 2015年 | イメージソング             | May J.                | Sparkle -輝きを信じて-   |

### 映像
- 「杜の都 恋物語 〜 あの光の中の君」（テレビ朝日系列クリスマスドラマスペシャル。1997年12月23日）。
- 「杜の都 恋物語 〜 春菜17歳の決断」（テレビ朝日系列クリスマスドラマスペシャル。1998年12月23日）。
- 「杜の都 恋物語 〜 あなたは私の勇気になった」（テレビ朝日系列クリスマスドラマスペシャル。1999年12月23日）。
- 「松本清張スペシャル 地方紙を買う女」（日本テレビ系列火曜ドラマゴールド、2007年1月30日）。
- 『並木 誇らしく 〜宮城県仙台市 定禅寺通〜[31]』（NHK「小さな旅」の特集。ページェントを支える人たちのドキュメンタリー番組。NHK総合：2008年1月6日、1月12日。BShi：1月10日）
- センチメンタルグラフティ（仙台市在住のヒロインである永倉えみるのデートイベントの一つに「光のページェント」が登場する）

## 交通
中心的な会場は定禅寺通り（最寄駅：勾当台公園駅）と青葉通り（同：仙台駅・あおば通駅）である。通りそのものが会場となるため、期間中は車道、歩道ともに混雑が激しい。また、定禅寺通りと国分町通りの交差点に「光の歩道」が設置されるため、17:20から20:30の間は国分町通りに交通規制が実施される。
光のページェント期間中、各交通機関が特別便を運行している。仙台市営バスでは光のページェント期間中にるーぷる仙台の夜間特別運行をしている。これは、定禅寺通り、青葉通り、仙台駅を繋ぐ特別ルートを走るものである。また、2005年（平成17年）からは定禅寺通りでベロタクシーの特別運行が行われている。車道から光のページェントを眺めることが出来るので、徒歩での観光とは異なる風景が楽しめる。2006年（平成18年）からはタクシー会社がタクシーでの観光プラン商品を提供している。2007年（平成19年）から街中を周遊する屋根なし2階建てバス「スカイバス仙台」が特別運行されている。鉄道では、東日本旅客鉄道（JR東日本）がジョイフルトレインによる臨時列車を毎年、岩手県や福島県から運行している。また、仙台空港発着の小型飛行機やヘリコプターで、光のページェントを空から眺めることが出来る。期間中は夜間特別運行がなされ、クリスマス前後は予約が集中する。